# Биосовместимые покрытия
Биосовместимые покрытия (англ. biocompatible coating) — покрытия, являющиеся инертными в отношении биологических объектов или способствующие интеграции небиологических объектов в ткани организма.

## Описание
Первоначально под биосовместимыми покрытиями понимали химически и биологически инертные материалы, безопасные для тканей и организма в целом, которые не вызывают реакции воспаления, отторжения, некроза и апоптоза. Так, нанесение углеродной плёнки нанометровой толщины на протезы, имплантируемые в кровеносное русло (клапаны, стенты), позволяет снизить адгезию к  ним белков крови и тромбоцитов и уменьшает риск образования тромбов у пациента. Покрытие суперпарамагнитных наночастиц оксидов железа слоем золота позволяет получать биосовместимые диагностические и терапевтические наночастицы. Покрытие наноконтейнеров для лекарственной и генной терапии полиэтиленгликолем маскирует их от узнавания и разрушения клетками иммунной системы и позволяет более длительное время циркулировать в кровотоке.
В последнее время разрабатывается и другое направление в области биосовместимых материалов — активная интеграция небиологических материалов в живую ткань. Такая интеграция весьма желательна, например, при имплантации искусственных суставов, которые должны сохранять длительный и надёжный контакт с тканями организма. Для улучшения контакта металлического протеза тазобедренного сустава с бедренной костью его покрывают керамикой на основе гидроксиапатита — соединения кальция, входящего в состав костной ткани. Другим способом «вживления» металла или пластика в биологическую ткань является его обработка молекулами, входящими в состав внеклеточного матрикса (фибронектином, коллагеном и др.). Фибронектин играет роль тканевого клея и стимулирует адгезию клеток соединительной ткани к инородному материалу. Создание микропор и микровыступов в поверхностном слое небиологического материала наряду с его биопокрытием также улучшает процесс интеграции. Таким образом, направленная модификация поверхности биологически инертного материала может превратить его в биоактивный материал и существенно повысить его биосовместимость.